# Sviaga
La Sviaga (en russe : Свияга ; en tatar : Зөя, Zöyä ; en tchouvache : Сĕве) est une rivière de Russie et un affluent de la Volga.

## Géographie
Elle arrose l'oblast d'Oulianovsk et la république du Tatarstan. Elle est longue de 375 km et draine un bassin versant de 16 700 km2. Son débit s'élève à 1 590 m3/s près de l'embouchure.
La Sviaga se jette dans l'anse de Sviaga du réservoir de Kouïbychev, à l'ouest de Kazan. Elle est gelée de novembre-décembre à avril-mai.
La Sviaga arrose la ville d'Oulianovsk située au bord de la Volga.
Le château de Sviajsk datant de 1551 est situé sur une île dans l'anse de Sviaga du réservoir de Kouïbychev.

## Affluents
- la Koubnia 176 km (rg)